# Kōichi Ishii
Kōichi Ishii (石井 浩一, Ishii Kōichi) est un concepteur de jeux vidéo né le 9 juillet 1964. Il travaille pour Square Enix (anciennement Square Co.). Il est le créateur de la série Seiken Densetsu (connu en dehors du Japon sous le nom de Mana) de laquelle il a dirigé ou produit chacun des épisodes. Il a aussi travaillé sur quelques jeux des séries SaGa et Final Fantasy de Square Enix ; et est le créateur des célèbres Chocobo et Mogs. Il a travaillé sur Final Fantasy XI en tant que directeur de projet.
Kōichi Ishii est PDG du studio de développement Grezzo depuis avril 2007.

## Ludographie
- 1987 : Final Fantasy, planning, graphismes des combats
- 1988 : Final Fantasy II, game designer
- 1989 : The Final Fantasy Legend, scenariste
- 1990 : Final Fantasy III, création des objets
- 1991 : Mystic Quest, directeur, création des personnages
- 1993 : Secret of Mana, directeur, game designer, création des monstres
- 1995 : Seiken Densetsu 3, directeur, game designer
- 1997 : SaGa Frontier, planning
- 1999 : Legend of Mana, directeur
- 2000 : Chocobo Stallion, superviseur du graphisme
- 2002 : Final Fantasy XI, directeur
- 2003 : Final Fantasy XI: Rise of the Zilart, directeur
- 2004 : Sword of Mana, producteur, game designer, création des monstres
- 2006 : Children of Mana, producteur
- 2006 : Dawn of Mana, directeur, producteur
- 2006 : Mario Hoops 3-on-3, graphismes, superviseur
- 2007 : Heroes of Mana, producteur
- 2010 : Line Attack Heroes, game designer
- 2011 : The Legend of Zelda: Ocarina of Time 3D
- 2011 : The Legend of Zelda: Four Swords Anniversary Edition
- 2013 : Flower Town
- 2015 : The Legend of Zelda: Majora's Mask 3D
- 2017 : Ever Oasis
- 2018 : Luigi's Mansion
- 2019 : The Legend of Zelda: Link's Awakening